# Giovanni Taronita (sebastos)
Giovanni Taronita (in greco Ἰωάννης Ταρωνίτης?; 1067) era un aristocratico bizantino che servì come governatore provinciale nei Balcani sotto lo zio, l'imperatore Alessio I Comneno.

## Biografia
Suo padre, il panhypersebastos Michele Taronita, apparteneva alla famiglia aristocratica dei Taroniti, un clan principesco di origine armena proveniente da Taron. Intorno al 1061-1063 sposò Maria Comnena, figlia maggiore del grande domestico Giovanni Comneno e di Anna Dalassena, e sorella maggiore di Alessio I Comneno (r. 1081-1118). Giovanni era il figlio maggiore della coppia, e nacque probabilmente intorno al 1067.
In una data sconosciuta, probabilmente intorno al 1092/1093, Taronita era governatore militare (doux) di Skopje, come indicato dalla sua corrispondenza con Teofilatto di Ocrida. Nell'estate del 1094 il padre fu destituito e bandito per il suo coinvolgimento nella congiura di Niceforo Diogene contro l'imperatore Alessio, ma la vicenda non sembra aver influito sulla posizione e sulla carriera di Taronita. Nell'autunno dello stesso anno, quando Alessio era impegnato nella campagna contro i Cumani in Tracia, gli fu affidata la difesa di Berroe e dei suoi dintorni insieme a Niceforo Melisseno e Giorgio Paleologo. Nel 1094/1095 partecipò al sinodo del Palazzo delle Blacherne, dove fu condannato Leone di Calcedonia. Appare nella lista dei partecipanti con l'alto titolo di sebastos, al quinto posto assoluto.
Taronita compare poi in un documento del 1102 in cui ricopre la carica di governatore civile (praetor) e responsabile fiscale (anagrapheus) dei themata riuniti di Thrake, Makedonia, Boleron, Strymon e Thessalonike.
Nel 1104 suo cugino paterno, Gregorio Taronita, governatore della Chaldia, si ribellò ad Alessio a Trebisonda. L'imperatore inviò molte lettere per convincere Gregorio a sottomettersi, ma quest'ultimo rispose con insulti, così nel 1105/1106 Alessio inviò Giovanni alla testa di un esercito per affrontarlo. Venuto a conoscenza di ciò, Gregorio marciò nell'entroterra verso Koloneia, da dove intendeva concludere un'alleanza con i Danishmendidi di Sebasteia. Taronita inviò i suoi mercenari franchi contro il ribelle e riuscì a catturarlo prima che raggiungesse la città. Riportò il cugino prigioniero a Costantinopoli. Inizialmente Alessio intendeva far accecare Gregorio, la punizione consueta per la ribellione, ma fu dissuaso da Giovanni, che invocò clemenza per il cugino. Invece, i capelli e la barba di Gregorio furono rasati ed egli fu fatto sfilare per le strade di Costantinopoli prima di essere gettato nella prigione di Anemas.
In seguito scompare dalle fonti, ma è possibile che sia il Giovanni Taronita, pansebastos sebastos, dikaiodotes ed eparca della città, che partecipò a un sinodo nel 1147. Non si sa se fosse sposato o se avesse figli.